# サッカーチェコスロバキア代表
サッカーチェコスロバキア代表（サッカーチェコスロバキアだいひょう、チェコ語Československá fotbalová reprezentace、スロバキア語Česko-Slovenská futbalová reprezentácia）は、チェコスロバキアサッカー協会によって編成されていたサッカーのナショナルチームである。現在、チェコスロバキア代表はサッカーチェコ代表とサッカースロバキア代表に分裂している。

## 概要

### 基本的なデータ
最大得点差での勝利は、1968年10月18日にメキシコのメキシコシティで行われたオリンピックでのタイ代表とのゲームで、8-0で勝利している。
最大得点差での敗北は、1937年9月19日、1950年4月30日、1952年10月19日にブダペストで行われたハンガリーとの試合でそれぞれ3-8、0-5、0-5で敗北。また、1937年12月8日にもスコットランドのグラスゴーでハンガリーに0-5で敗北している。1954年6月18日には、スイスのチューリッヒでのワールドカップグループリーグの試合でオーストリアに0-5で敗北した。
チェコスロバキアの最初の国際試合は、1920年8月28日にベルギーのアントワープで行われたアントワープオリンピックで、ユーゴスラビアに対して7-0で勝利した。このゲームはユーゴスラビア代表にとっても国際デビュー戦であった。
チェコスロバキアの最後の国際試合は、1993年11月17日にベルギーのブリュッセルで行われたベルギーとのゲームであった。このゲームは0-0のドローであった。

### チェコスロバキアを継承するチーム
チェコスロバキア代表は以下の2つのチームに対等に分割された。
- サッカーチェコ代表
- サッカースロバキア代表

両チームは揃って1996年の欧州選手権予選にエントリした。

## 歴史

### 第二次世界大戦前
チェコではチェコスロバキア成立以前にオーストリア・ハンガリー帝国内のボヘミア代表として代表チームを編成していた。ボヘミア代表は1903年に初めての国際試合をオーストリア代表と行って以来、1908年までに7試合の国際試合を行っている。
第一次世界大戦が終わると1920年に、オーストリアのボヘミア、モラヴィア、シレジア（チェコ）とハンガリー王国の北部ハンガリー（スロバキア）が合併してチェコスロバキアが誕生した。サッカーのナショナルチームは早くもこの年に結成され、アントワープオリンピックに出場している。この大会でチェコスロバキアは決勝戦まで進出したが、決勝で審判に抗議して試合をボイコットしたためにリザルトから除外された。オリンピックには1924年のパリ大会にもエントリしたが2回戦で敗退した。
1920年代は、チェコスロバキアでサッカー選手のプロ化が進んだ時代であり、1920年代中ごろにはプロ化が認められた。このためアマチュア大会のオリンピックではなく、プロが出場できる大会へと軸足が移った。
南米ウルグアイで開催された1930年大会は見送ったものの、ヨーロッパで開催された1934年大会からワールドカップに出場した。この大会ではチェコスロバキアはFWオルドリッヒ・ネイエドリーを擁し準優勝に輝いた。ただしこの大会、決勝でチェコスロバキアと対戦しジュール・リメ杯を手にしたのはベニート・ムッソリーニの指揮の下、かなり際どい方法で勝ち上がったイタリア代表である事には注意するべきである。
ネイエドリーは準決勝のドイツ戦でハットトリックを決めるなどして活躍。大会得点王になっている。（2006年に認定）
1930年代、最強を謳われた、ヴンダーチームことサッカーオーストリア代表も、準決勝でイタリアの前に敗退している。結局この大会でチェコスロバキアとオーストリアの対戦は無かった。ただし30年代を通して、チェコスロバキアとオーストリアは親善試合として何度か対戦している。オーストリアは1931年4月から1934年6月までに21勝6分3敗と言う記録を残しているが、1993年4月9日にウィーンで行われたアウェーゲームでオーストリアに2-1で勝利している。この時代、チェコスロバキアはオーストリアと伍して戦える数少ないチームであった。

### 戦中
その後、ヨーロッパに戦雲が立ち込めるようになる。チェコスロバキアにはナチス・ドイツが介入、1939年にスロバキア側に傀儡政権であるスロバキア独立国を成立させる。サッカースロバキア独立国代表は、1939年から1944年までの間にヨーロッパの枢軸国を中心として16試合を行う。一方でチェコでもナチス・ドイツによってボヘミア・モラビア保護領に組み込まれ、ナショナルチーム（サッカーベーメン・メーレン保護領代表）が結成された。ボヘミア・モラビア保護領代表も1939年にドイツと試合を行わされている。

### 第二次世界大戦後
第二次世界大戦が終了すると再びチェコスロバキアが復活した。サッカーナショナルチームも1954年のワールドカップ本大会に出場するなど国際舞台への復帰を果たした。1962年のワールドカップでは準優勝を果たすなど戦前の地位に迫りつつあった。
チェコスロバキア最大の栄光は1976年のUEFA欧州選手権での優勝であった。この大会では準決勝でオランダ代表を、決勝で西ドイツ代表を下してヨーロッパチャンピオンの地位にたどり着いた。準決勝と決勝でチェコスロバキアが破ったオランダと西ドイツは、ワールドカップ74年大会ファイナリストであった。即ちこの場合のオランダと言うのはヨハン・クライフがいたオランダであり、この場合の西ドイツと言うのは、フランツ・ベッケンバウアーがいた西ドイツの事である。

### チェコスロバキア代表の最後
76年の欧州選手権の後、チェコスロバキア代表は徐々に下降線をたどる事になった。モスクワオリンピックでは金メダルを獲得したものの、この大会は西側諸国の多くがボイコットした大会で、キューバなどサッカー後進国などが混ざっていたトーナメントの結果獲得したメダルとあっては、その金色も色あせるような大会の内容であった。
1980年代に入ると、西欧諸国と肩を並べて選手権を争うのは段々と難しくなっていった。1989年11月のビロード革命で民主化したチェコスロバキアでは、連邦政府からチェコ共和国（旧チェコ社会主義共和国）およびスロバキア共和国（旧スロバキア社会主義共和国）への権限委譲が急速に進められた。さらに経済政策面から連邦制の解消を目指す政党がチェコ、スロバキア両国で第1党となった結果、1992年7月に連邦制解消が合意され、1993年1月1日の連邦制解消を定めた連邦制解消法が1992年11月にチェコスロバキア連邦議会で可決成立した。
このため、連邦制解消前に1994年のワールドカップ欧州予選にエントリーしたチェコスロバキア代表は「RČS」チーム（Reprezentace Česka a Slovenska, チェコおよびスロバキア代表）として出場した。RČSチームは1993年11月17日の対ベルギー戦で勝利すればグループリーグ2位に入り、ワールドカップに出場する事ができたが、0-0のドローで終わり、最後のワールドカップ出場には至らなかった。

## 成績

### FIFAワールドカップ
| 開催国 / 年 | 成績               | 試       | 勝       | 分       | 負       | 得       | 失       |
| ----------- | ------------------ | -------- | -------- | -------- | -------- | -------- | -------- |
| 1930        | 不参加             | 不参加   | 不参加   | 不参加   | 不参加   | 不参加   | 不参加   |
| 1934        | 準優勝             | 4        | 3        | 0        | 1        | 9        | 6        |
| 1938        | ベスト8            | 3        | 1        | 1        | 1        | 5        | 3        |
| 1950        | 不参加             | 不参加   | 不参加   | 不参加   | 不参加   | 不参加   | 不参加   |
| 1954        | グループリーグ敗退 | 2        | 0        | 0        | 2        | 0        | 7        |
| 1958        | グループリーグ敗退 | 4        | 1        | 1        | 2        | 9        | 6        |
| 1962        | 準優勝             | 6        | 3        | 1        | 2        | 7        | 7        |
| 1966        | 予選敗退           | 予選敗退 | 予選敗退 | 予選敗退 | 予選敗退 | 予選敗退 | 予選敗退 |
| 1970        | グループリーグ敗退 | 3        | 0        | 0        | 3        | 2        | 7        |
| 1974        | 予選敗退           | 予選敗退 | 予選敗退 | 予選敗退 | 予選敗退 | 予選敗退 | 予選敗退 |
| 1978        | 予選敗退           | 予選敗退 | 予選敗退 | 予選敗退 | 予選敗退 | 予選敗退 | 予選敗退 |
| 1982        | グループリーグ敗退 | 3        | 0        | 2        | 1        | 2        | 4        |
| 1986        | 予選敗退           | 予選敗退 | 予選敗退 | 予選敗退 | 予選敗退 | 予選敗退 | 予選敗退 |
| 1990        | ベスト8            | 5        | 3        | 0        | 2        | 10       | 5        |
| 1994        | 予選敗退           | 予選敗退 | 予選敗退 | 予選敗退 | 予選敗退 | 予選敗退 | 予選敗退 |
| 合計        | 出場8回            | 30       | 11       | 5        | 14       | 44       | 45       |

### UEFA欧州選手権
| 開催国 / 年 | 成績            | 試       | 勝       | 分       | 負       | 得       | 失       |
| ----------- | --------------- | -------- | -------- | -------- | -------- | -------- | -------- |
| 1960        | 3位             | 2        | 1        | 0        | 1        | 2        | 3        |
| 1964        | 予選敗退        | 予選敗退 | 予選敗退 | 予選敗退 | 予選敗退 | 予選敗退 | 予選敗退 |
| 1968        | 予選敗退        | 予選敗退 | 予選敗退 | 予選敗退 | 予選敗退 | 予選敗退 | 予選敗退 |
| 1972        | 予選敗退        | 予選敗退 | 予選敗退 | 予選敗退 | 予選敗退 | 予選敗退 | 予選敗退 |
| 1976        | 優勝            | 2        | 1        | 1        | 0        | 5        | 3        |
| 1980        | 3位             | 4        | 1        | 2        | 1        | 5        | 4        |
| 1984        | 予選敗退        | 予選敗退 | 予選敗退 | 予選敗退 | 予選敗退 | 予選敗退 | 予選敗退 |
| 1988        | 予選敗退        | 予選敗退 | 予選敗退 | 予選敗退 | 予選敗退 | 予選敗退 | 予選敗退 |
| 1992        | 予選敗退        | 予選敗退 | 予選敗退 | 予選敗退 | 予選敗退 | 予選敗退 | 予選敗退 |
| 合計        | 出場3回/優勝1度 | 8        | 3        | 3        | 2        | 12       | 10       |

## 選手
| - フランティシェク・プラーニチカ - ヴィリアム・シュロイフ - アレクサンデル・ヴェンツェル - イヴォ・ヴィクトル | - フェルディナンド・ダウチーク - ヤーン・ポプルハール - カロル・ドビアシュ - アントン・オンドルシュ - ユリウス・ベーリック - フランティシェック・ストラカ | - スヴァトプルク・プルスカル - ヨゼフ・マソプスト - アントニーン・パネンカ - イワン・ハシェック - リュボミール・モラフチク - ヴラディミル・ヴァイス | - オルドリッヒ・ネイエドリー - ヨゼフ・アダメツ - ズデニェク・ネホダ - マリアーン・マスニー - ラディスラフ・ヴィーゼク - トマーシュ・スクラビー |

### キャップ
| 位 | 名前                           | キャップ数 | 期間      |
| -- | ------------------------------ | ---------- | --------- |
| 1  | ズデニェク・ネホダ             | 90         | 1971-1987 |
| 2  | マリアーン・マスニー           | 75         | 1974-1982 |
| 2  | ラディスラフ・ノヴァーク       | 75         | 1952-1966 |
| 4  | フランティシェク・プラーニチカ | 73         | 1926-1938 |
| 5  | カロル・ドビアシュ             | 67         | 1967-1980 |
| 6  | ヨゼフ・マソプスト             | 63         | 1954-1966 |
| 6  | イヴォ・ヴィクトル             | 63         | 1966-1977 |
| 8  | ヤーン・ポプルハール           | 62         | 1958-1967 |
| 9  | アントニーン・プチ             | 60         | 1926-1938 |
| 10 | アントニーン・パネンカ         | 59         | 1973-1982 |

### 得点
| 位 | 名前                           | 得点数 | 期間      |
| -- | ------------------------------ | ------ | --------- |
| 1  | アントニーン・プチ             | 34     | 1926-1938 |
| 2  | ズデニェク・ネホダ             | 31     | 1971-1987 |
| 3  | オルドリッヒ・ネイエドリー     | 28     | 1931-1938 |
| 4  | ヨゼフ・シルニー               | 22     | 1925-1934 |
| 4  | アドルフ・シェレル             | 22     | 1958-1964 |
| 4  | フランティシェク・スヴォボダ   | 22     | 1927-1937 |
| 7  | マリアーン・マスニー           | 18     | 1974-1982 |
| 8  | アントニーン・パネンカ         | 17     | 1973-1982 |
| 9  | ヨゼフ・アダメツ               | 14     | 1960-1971 |
| 9  | トマーシュ・スクラビー         | 14     | 1985-1993 |
| 11 | アンドレイ・クヴァシュニャーク | 13     | 1960-1970 |
| 11 | ラディスラフ・ヴィーゼク       | 13     | 1977-1986 |